# محمد الفقيه اليونيني
محمد الفقيه اليونيني الحنبلي البعلبكي الحافظ، فقيه حنبلي وأحد علماء أهل السنة والجماعة ومن أعلام التصوف السني في القرن السابع الهجري، وصفه الذهبي بأنّه: «الحافظ المفيد البارع العابد الناسك». نسبته إلى يونين من أعمال بعلبك.

## حياته
هو محمد بن أحمد بن عبد الله بن عيسى بن أبي الرجال أحمد بن علي بن محمد بن محمد بن محمد بن الحسين بن إسحاق بن جعفر الصادق، كذا نقل هذه النسبة الشيخ قطب الدين اليونيني من خط أخيه الأكبر أبي الحسين علي. ولد سنة 572 هـ، وسمع الخشوعي وحنبلاً، والكندري، والحافظ عبد الغني، وكان يثني عليه، وتفقه على الموفق، ولزم الشيخ عبد الله اليونيني، والذي وكان يثني عليه ويقدّمه ويقتدي به في الفتاوى. برع في علم الحديث، وكان يعرف العربية أخذها عن التاج الكندي، وكان الناس ينتفعون بفنونه الكثيرة، وكان له وجاهة كبيرة عند الملوك.
تُوفي في 19 رمضان من سنة 658 هـ عن ثمان وثمانين سنة.